# Phragmotheca rubriflora
Espèce
Statut de conservation UICN

 VU B1+2c : Vulnérable
Phragmotheca rubriflora est une espèce de plantes de la famille des Malvaceae.

## Publication originale
- Caldasia 18(3): 272. 1996.